# Bodorgan
 (juin 2018).
Si vous disposez d'ouvrages ou d'articles de référence ou si vous connaissez des sites web de qualité traitant du thème abordé ici, merci de compléter l'article en donnant les références utiles à sa vérifiabilité et en les liant à la section « Notes et références ».
Bodorgan est une localité du pays de Galles située sur l’île d’Anglesey.

## Histoire
Le couple Prince William et Kate Middleton a emménagé pour la première fois ensemble dans une ferme de Bordorgan alors que le prince de Galles y suivait sa formation de pilote d'hélicoptère entre 2010 et 2013.